# Torrefresneda
Torrefresneda es una entidad local menor española perteneciente al municipio de Guareña, en la provincia de Badajoz, comunidad autónoma de Extremadura.

## Situación

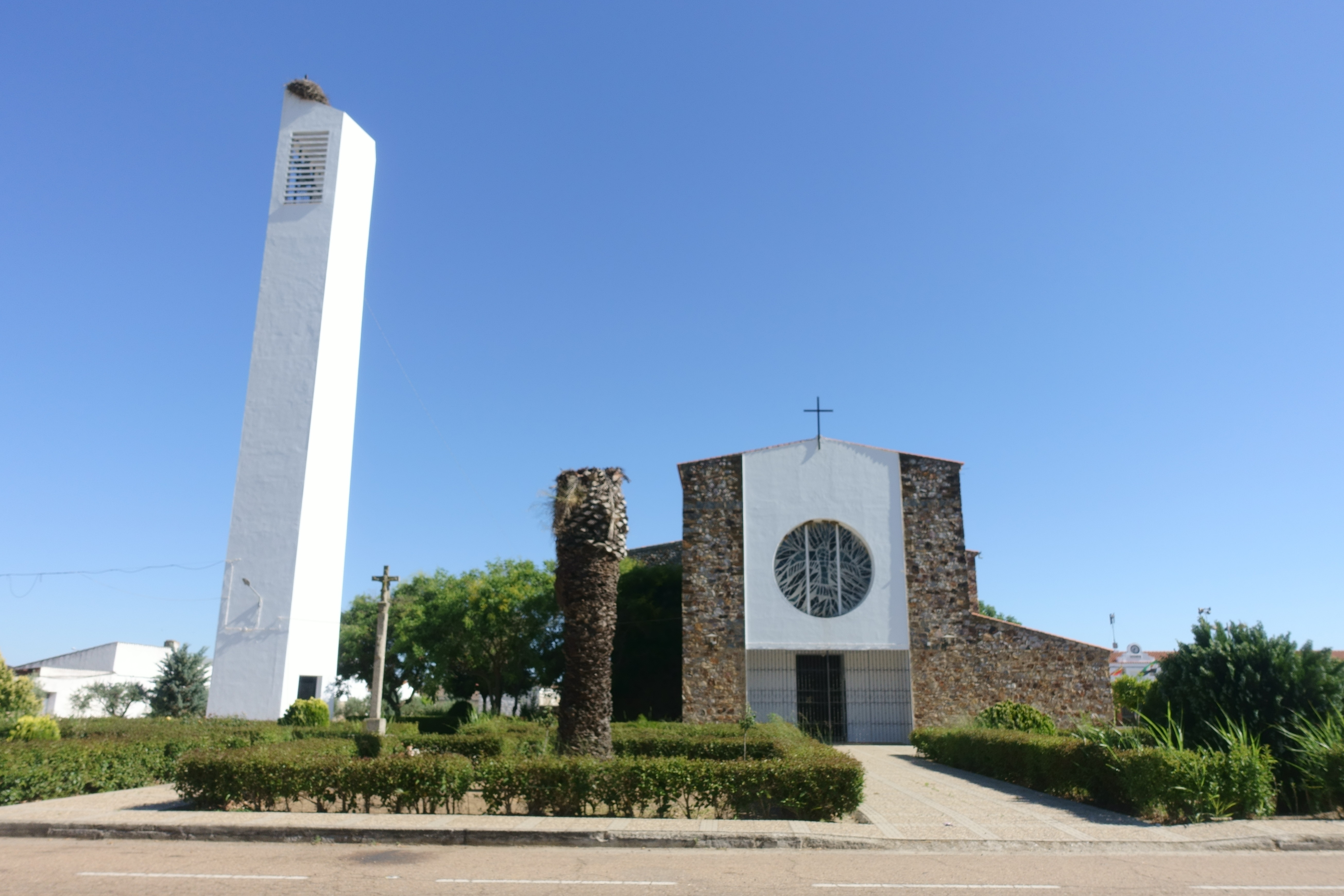
Iglesia de Nuestra Señora de Fátima

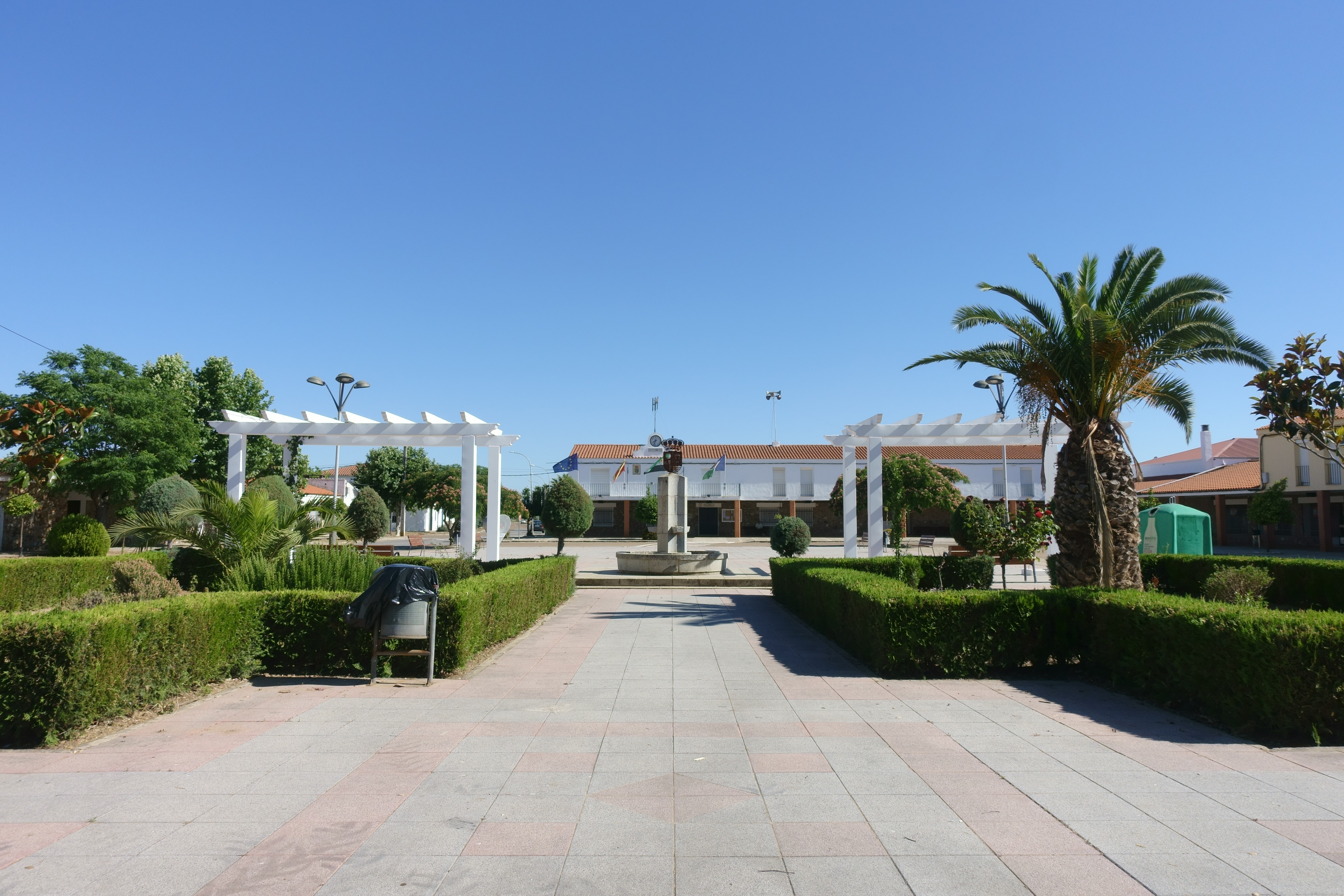
Plaza de San Martín

Se sitúa junto a la   A-5  en su cruce con la   N-430 . Pertenece a la comarca de Vegas Altas y al Partido judicial de Don Benito.

## Patrimonio
Iglesia parroquial católica de Nuestra Señora de Fátima, en la Archidiócesis de Mérida-Badajoz, Diócesis de Plasencia, arciprestazgo de Don Benito.